# Paul Rogers (Bassist)

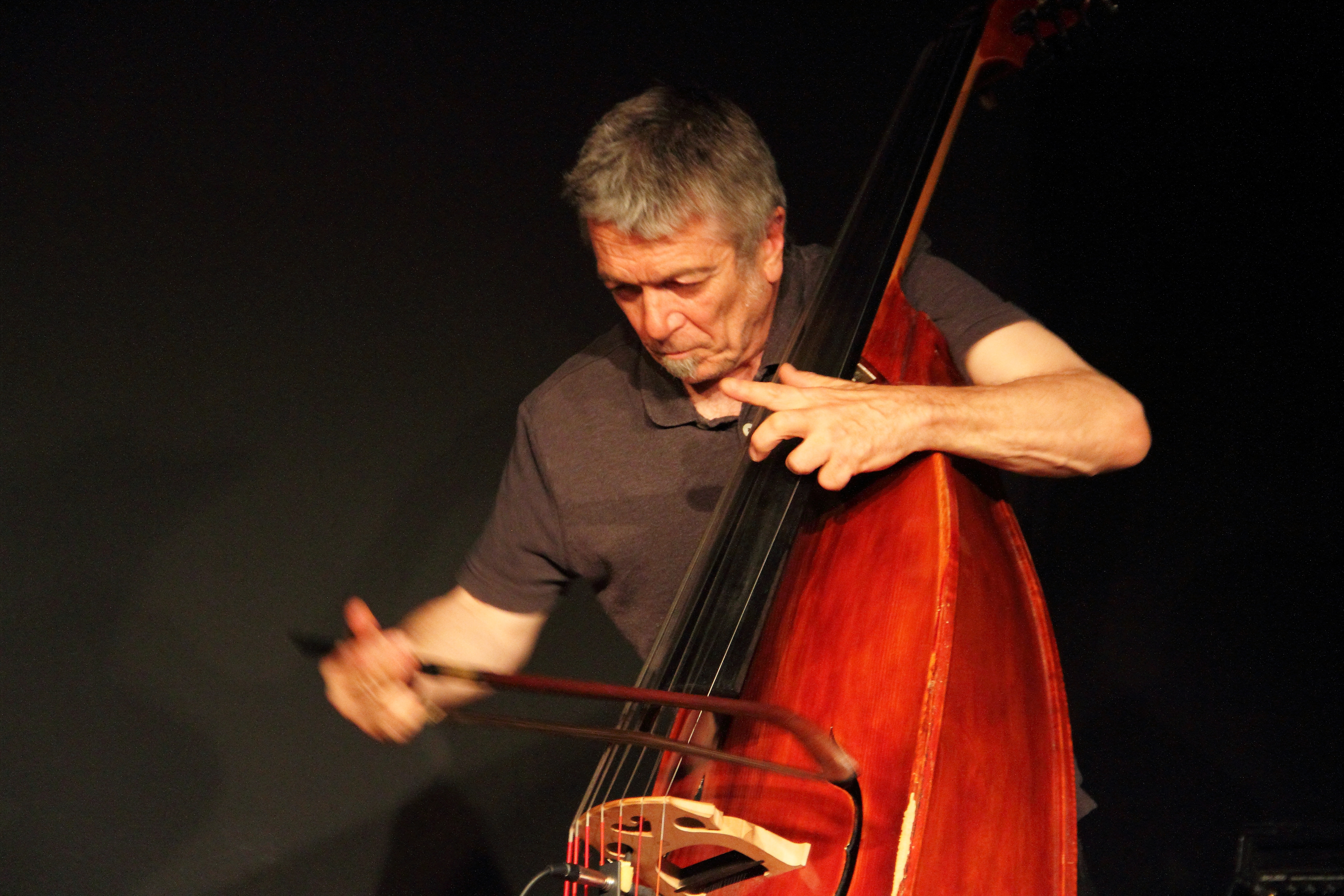
Mit Rope im KULT Niederstetten, 2017

Paul Rogers (* 27. April 1956 in Chester) ist ein britischer Bassist des Free und Creative Jazz.

## Wirken
Paul Rogers begann mit zwölf Jahren mit dem Gitarrenspiel, zwei Jahre später kam die Bassgitarre hinzu, 1973 erwarb er den ersten Kontrabass. Im Jahr 1974 kam er nach London, spielte zunächst in Pubs und traf schließlich den Saxophonisten Mike Osborne, durch den er in die damalige Free-Jazz-Szene eingeführt wurde und dann bald mit Musikern wie Elton Dean, Keith Tippett, John Stevens, Howard Riley, Stan Tracey, Ken Hyder, Alan Skidmore, Evan Parker, Tony Marsh, Kenny Wheeler und John Etheridge arbeitete. In dieser Zeit wechselte Rogers häufig die Formationen und versuchte mit so vielen Musikern wie möglich zu spielen. 1984 wurde er Mitglied einer Trio-Formation mit dem Schlagzeuger Tony Levin und abwechselnd mit Alan Skidmore oder Paul Dunmall. 1988 ging das Dunmall/Rogers/Levin Trio in dem Ensemble Mujician auf, das mit dem Pianisten Keith Tippett arbeitete.
Im Jahr 1987 zog Rogers in die USA, lebte für anderthalb Jahre im New Yorker Stadtteil Bronx und spielte mit Musikern wie Gerry Hemingway, Don Byron, Myra Melford, Mark Dresser, Tom Cora und Tim Berne. Nach seiner Rückkehr nach Europa engagierte ihn Pip Pyle im neu gebildeten Jazzquartett Equip’Out. Elton Dean und Sophia Domancich stießen zu dieser Formation hinzu, die nur wenige Auftritte hatte und nur ein Album aufnahm, Up!
Die musikalische und persönliche Beziehung zu Sophia Domancich hielt auch nach Ende der Gruppe an; Rogers spielte in ihrem Trio, mit Bruno Tocanne am Schlagzeug, der bald durch Tony Levin ersetzt wurde. Diese Formation bestand bis 1999 und nahm mehrere Alben auf. Danach ließ sich Rogers in Frankreich nieder und arbeitete dort mit Michel Doneda, Daunik Lazro und Ramón López, spielte aber auch mit Musikern wie Andrew Cyrille, John Zorn, Derek Bailey, Lol Coxhill, Barry Guy, Joachim Kühn, Alexander von Schlippenbach oder Uwe Oberg.
Rogers ist auch Komponist; mehrere Formationen haben seine Kompositionen gespielt, wie 7 R.P.M. und das Paul Rogers Sextet (das eine Tournee 1990 durch Großbritannien mit seiner Suite Anglo-American Sketches unternahm). Er erhielt auch mehrere Kompositionsaufträge vom Arts Council of Great Britain. Unter eigenem Namen nahm er mit Paul Dunmall, Sophia Domancich und Tony Levin ein Quartett-Album auf, später noch drei Solo-Alben, 1989 Listen, 1995 Heron Moon und 2007 Being.

## Diskographische Hinweise
- 1989 – Listen (Emanem) solo
- 1995 – Heron Moon (Rare Music) solo
- 2007 – Being (Amor Fati) solo
- 2007 – Two Loose (FMR), mit Edward Perraud
- 2009 – Paul Dunmall / Fred Van Hove / Paul Rogers / Paul Lytton: Asynchronous (Slam)
- 2018 – Paul Rogers & Emil Gross: Bag of Screams
- 2020 – Frank Paul Schubert, Uwe Oberg, Paul Rogers & Mark Sanders: Open Ends